# City & South London Railway
La City & South London Railway (Chemin de fer de la Cité au sud de Londres, C&SLR) est considérée comme la première ligne de chemin de fer souterraine utilisant la technologie de la traction électrique. À l'origine du projet, les trains devaient être remorqués par des câbles, mais la faillite du fournisseur de câbles durant la construction du chemin de fer a poussé vers l'utilisation de la traction électrique, une technologie totalement expérimentale à l'époque.
À son ouverture en 1890, le tunnel double entre la Cité de Londres et Stockwell passant sous la Tamise permet à la ligne de chemin de fer de desservir six stations sur une distance de 5,1 km. Le diamètre des tunnels limita la hauteur et la taille générale des trains, si bien que les voitures et leurs hauts sièges furent surnommés « cellule capitonnées ». La ligne fut à plusieurs reprises étendue vers le nord et le sud, et finit par desservir 22 stations, de Camden Town au nord de Londres, à Morden dans le Surrey, sur une distance de 21,7 kilomètres.
Malgré une forte fréquentation des lignes de la C&SLR, le prix faible des billets au regard du coût des travaux de rallongement mirent à rude épreuve les finances de l'entreprise. En 1913, la C&SLR intègle la Underground Electric Railways Company et, dans les années 1920, à la suite d'une profonde refonte, elle fusionne avec un autre société du groupe. En 1933, la C&SLR et le reste de l'Underground Group sont nationalisés. Aujourd'hui, ses tunnels et stations forment la ligne Bank et, de la station Kennington à Morden, la Northern line du métro de Londres.

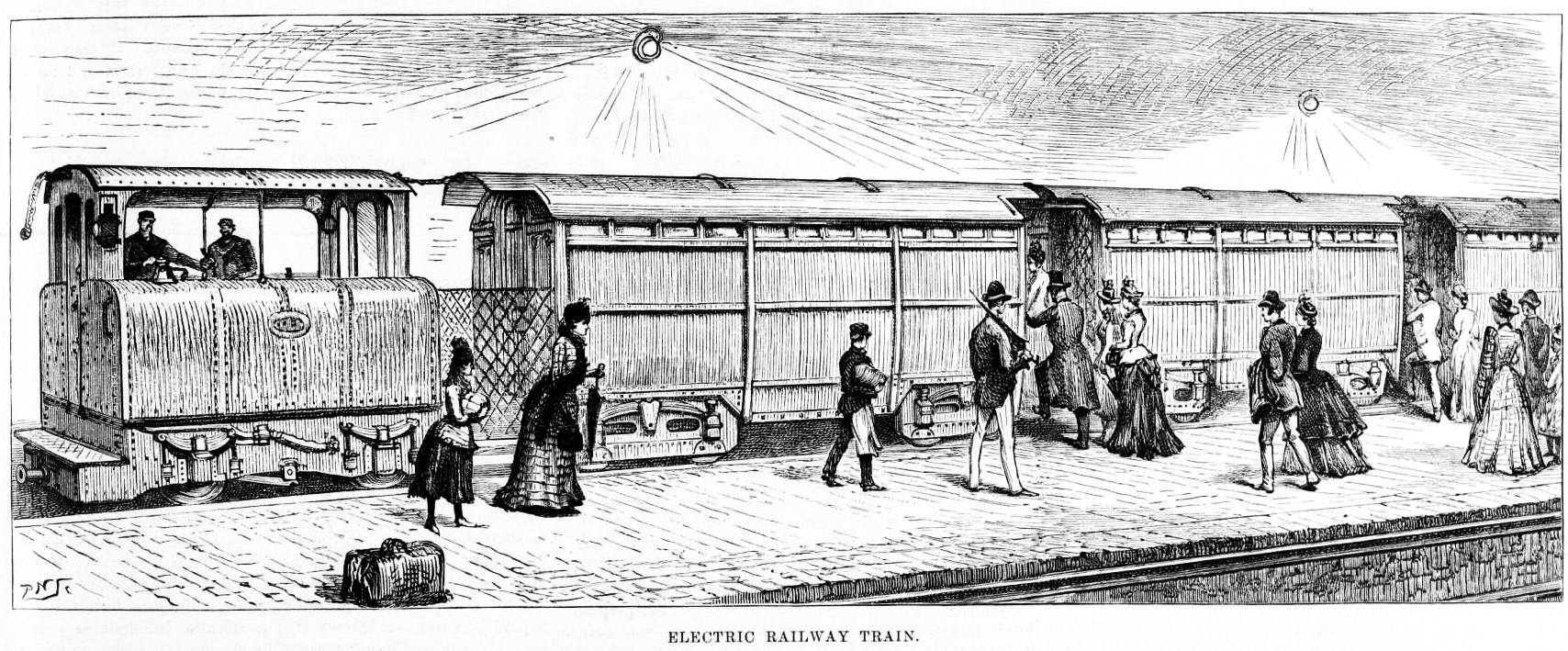
Image de la City & South London Railway publiée dans The Illustrated London News.

## Création

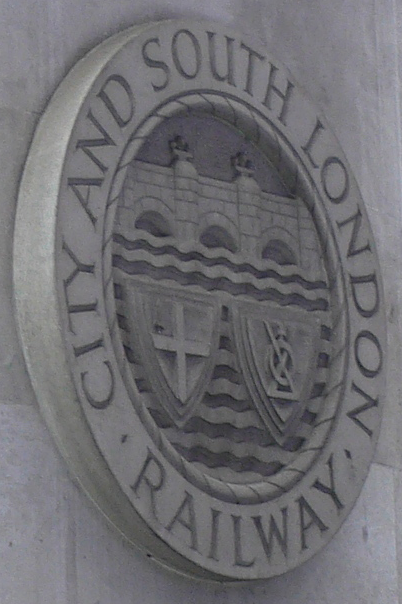
Arms of the City & South London Railway

En novembre 1883, annonce d'un avis d’un projet de loi privée devant être présenté au Parlement pour permettre la construction de la City of London & Southwark Subway (CL&SS).
Le promoteur et ingénieur du projet était James Henry Greathead qui avait, entre 1869 et 1870, construit le Tunnel de la tour de Londres à l'aide du bouclier de tunnelier / segments en fonte. Cette même méthode était proposée pour la CL&SS.
Le chemin de fer devait partir au nord de Elephant & Castle, jusqu'à Southwark, au sud de Londres, en passant sous la Tamise non loin de King William Street dans la Cité de Londres. Les voies devant être placées dans des tunnels jumeaux de 3,1 m de diamètre.
Le projet reçu l'assentiment royal en tant que City of London and Southwark Subway Act, 1884, le 28 juillet 1884.
L'article 5 de la loi déclare :

« Les travaux autorisés par la présente loi sont les suivants : 

le métro partira .. .. à proximité de...... Short Street, à la jonction...... avec Newington Butts, et prenant fin à King William Street... 

Le métro est constitué de deux tunnels distincts pour le trafic montant et descendant et doit être accessible par le biais d'escaliers et d'ascenseurs hydrauliques. »

En 1886, un nouveau projet de loi a été présenté au Parlement pour étendre les tunnels au sud de Elephant and Castle à Kennington et Stockwell.
Cet avis a reçu approbation le 12 juillet 1887 en tant que City of London and Southwark Subway (Kennington Extensions, &c.) Act, 1887 permettant l'ajout de la construction de l'extension aux travaux du plan original, qui avaient commencé en 1886. Les tunnels sur cette section ont un diamètre légèrement plus grand : 3,2 m. Avant l'ouverture un nouveau projet de loi a reçu l'avis favorable : l'octroi de la permission de continuer la ligne sud jusqu'à Clapham Common. La loi a été publiée le 25 juillet 1890 en tant que City and South London Railway Act, 1890, a également effectué un changement dans le nom de l'entreprise.
Comme pour la réalisation antérieure de Greathead : le tunnel de la Tour, la ligne de la CL&SS était à l'origine destinée à être exploitée par câble de transport avec un moteur statique tirant le câble à travers les tunnels à une vitesse constante, comme un ascenseur horizontal. L'article 5 de la loi 1884 précisait que :

« Le trafic du métro serait mû par... le système breveté par la Tramway Cable Corporation Limited ou par d'autres moyens que les locomotives à vapeur, que la chambre de commerce [Board of Trade] devrait approuver. »

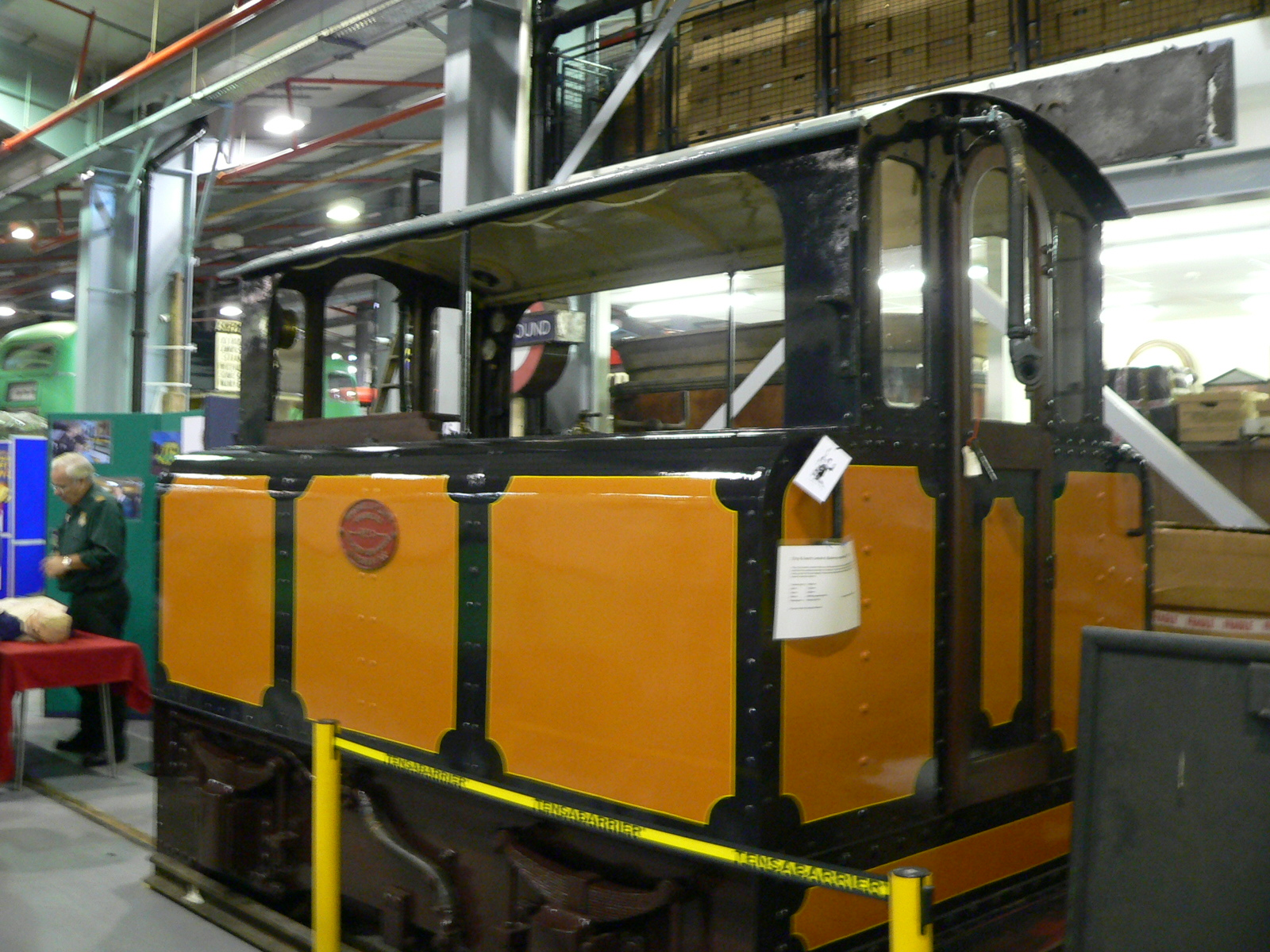
C&SLR locomotive no 13 au musée du transport de Londres (2005).

Les trains devaient s'accrocher au câble par des pinces. Celles-ci seraient ouvertes et fermées dans les stations permettant aux voitures de se déconnecter et se reconnecter sans qu'il soit nécessaire d'arrêter le câble ou d'interférer avec les autres trains partageant le câble. Les longueurs de tunnels supplémentaires octroyées par les autorisations d'agrandissement dépassaient la capacité d'un système remorqué par câble et, avant qu'une solution ne puisse être trouvée, le fournisseur du système a fait faillite. Étant donné la faible dimension et la profondeur des tunnels, la vapeur, utilisée sur les autres chemins de fer souterrains à Londres, n'était pas envisageable et avait été proscrite par la loi organique. La solution retenue a été l'énergie électrique apportée par l'intermédiaire d'un troisième rail sous le train. Bien que l'usage de l'électricité pour alimenter les trains ait déjà été expérimenté dans la décennie précédente, où seules des mises en œuvre à petite échelle avaient été réalisées, la ligne de la C&SLR a été le premier grand chemin de fer dans le monde à l'adopter en tant qu'énergie motrice principale. Le système fonctionne en utilisant des locomotives électriques construites par Mather & Platt collectant l'électricité à 500 V sur le troisième rail et capables de tracter plusieurs voitures. Un dépôt et une centrale électrique ont été construits à Stockwellg. La capacité limitée des générateurs a impliqué l'éclairage au gaz dans les stations. Le dépôt a été construit en surface et les trains nécessitant un entretien ont été initialement transportés à la surface par l'intermédiaire d'une rampe, mais un monte-charge a été rapidement installé. Dans la pratique, la plupart du matériel roulant et des locomotives ne sont allés à la surface que pour de gros travaux d'entretien.
Pour éviter d'avoir à négocier des accords de passage sous les bâtiments, les tunnels ont été faits sous des routes où la construction pouvait être effectuée sans frais. À l'extrémité nord, la nécessité de passer sous le lit de la Tamise et les rues médiévales de la Cité de Londres furent autant de contraintes pour la disposition des tunnels à l'approche de la station de King William Street. La proximité de la station du fleuve a impliqué une forte déclivité des tunnels à l'ouest de la station. En raison de l'étroitesse des rues sous lesquelles ils passaient, les tunnels furent placés l'un sur l'autre plutôt que côte à côte comme ailleurs. Le tunnel de sortie est le plus profond et le plus incliné. Les tunnels convergent, immédiatement avant la station, qui est formée d'un grand tunnel composé d'une voie unique avec un quai de chaque côté. L'autre terminus, à Stockwell, a également été construit en un seul tunnel, mais avec des voies de chaque côté d'un quai central.

## Ouverture

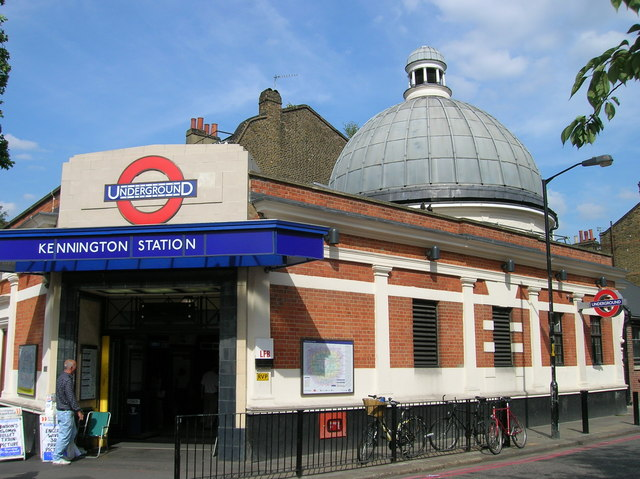
Station de Kennington, la seule station dont la construction d'origine n'a pas été notablement modifiée ou remplacée

La ligne de métro a été ouverte officiellement par Édouard, prince de Galles (plus tard, Édouard VII), le 4 novembre 1890. L'ouverture au public a eu lieu le 18 décembre 1890
Les stations étaient :
- Stockwell
- Oval
- Kennington
- Elephant & Castle
- Borough
- King William Street

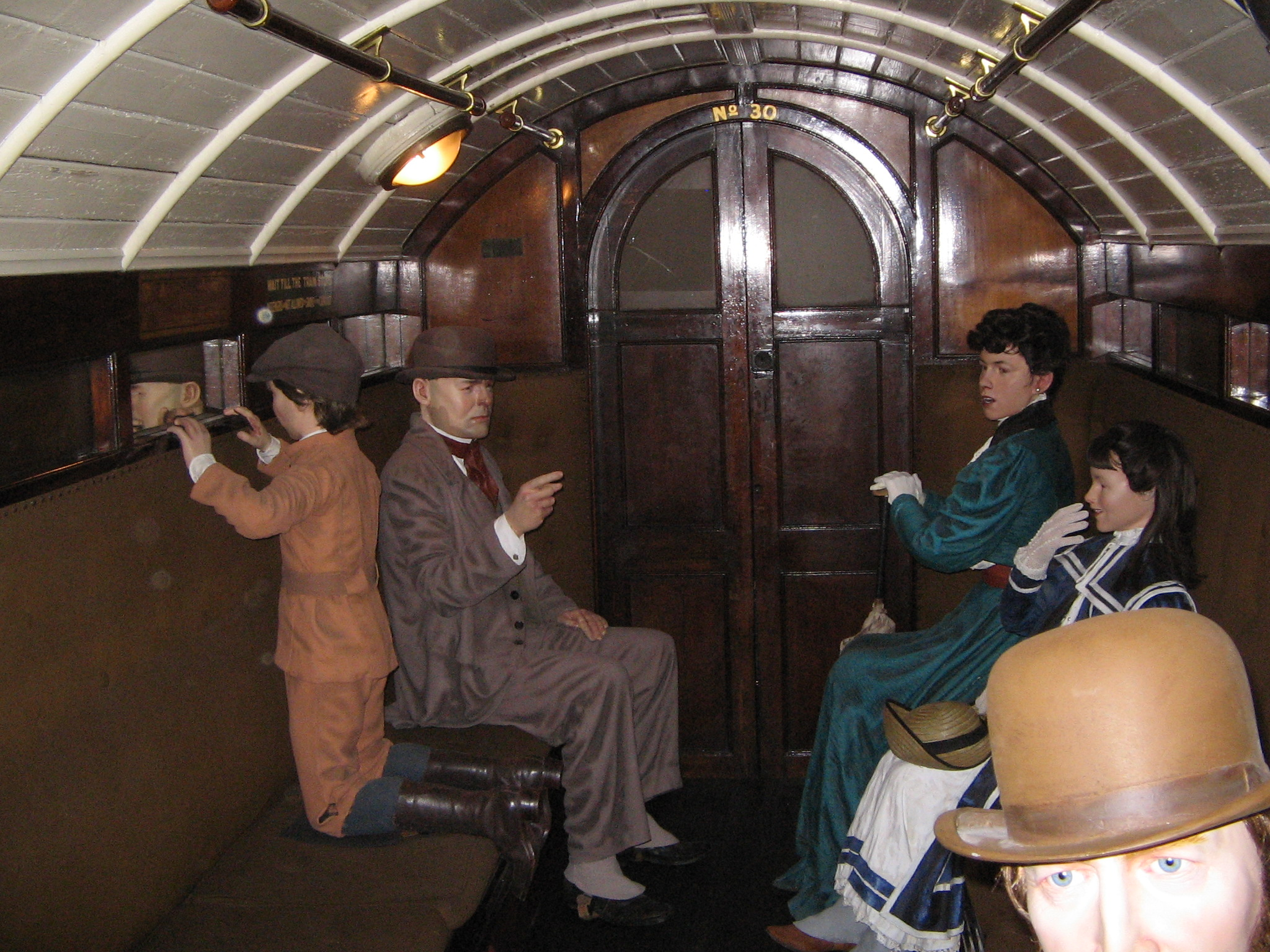
Interieur d'une « cellule capitonnée » d'une voiture de la C&SLR.

L'exploitation a commencé avec des trains composés d'une motrice et trois voitures qui pouvaient transporter chacune trente-deux passagers. Elles étaient constituées de bancs longitudinaux, avec des portes coulissantes aux extrémités, donnant sur une plate-forme à partir de laquelle on pouvait monter et descendre. Comme il n'y a rien d'intéressant à observer dans un tunnel, les fenêtres étaient toutes situées dans une bande étroite en haut des flancs des voitures. Des portiers se tenaient sur les plates-formes et s'occupaient de l'ouverture des portes et de l'annonce des stations aux voyageurs. En raison de leur intérieur claustrophobique, les voitures furent rapidement surnommées « cellules capitonnées ».
Contrairement aux autres chemins de fer, il n'y avait pas de billet de classe ni de billet papier, quand le chemin de fer a commencé son service : un tarif forfaitaire unique de deux pence, collecté à un tourniquet, était appliqué à tout passager. Malgré l'exiguïté des voitures et la concurrence commençante des trams et des autobus, le chemin de fer a attiré 5,1 millions de passagers en 1891, la première année de fonctionnement. Puis la flotte de matériel roulant fut renforcée, afin de répondre à la demande.

Schéma d'étude du tracé de Stockwell à King William Street par James Henry Greathead.

## Extensions de Clapham et Islington, 1890-1901
Peu de temps avant son ouverture au public, le C&SLR a donné avis de son intention de présenter une autre proposition de loi au Parlement - cette fois pour construire une nouvelle ligne à partir de son terminus nord de King William Street en direction de Islington. En raison de l'aménagement peu pratique de la station de King William Street, l'extension ne devait pas être reliée directement aux tunnels existants, mais devait être reliée par l'intermédiaire d'un passage souterrain piétonnier par lequel les passagers pouvaient changer de ligne. Le projet de loi a été rejeté au motif que l'extension n'établissait pas une connexion à la ligne existante.
En novembre 1891, le C&SLR publié les détails d'un projet révisé pour l'extension d'Islington. La société a reconnu les insuffisances sa station de King William Street juste un an après l'ouverture de la ligne et a prévu de construire une nouvelle paire de tunnels pour contourner la station par le nord.
Proche de la station Borough les nouveaux tunnels suivront une nouvelle voie par le biais d'une nouvelle station pour former une correspondance avec la gare principale de London Bridge. Les tunnels passent ensuite à l'est de London Bridge, puis vers le nord à travers la City de Londres à la station Angel, Islington. Après un retard, au cours de laquelle un comité mixte passe en revue les propositions de plusieurs nouveaux métros, le City and South London Railway Act, 1893 fut approuvé et a reçu l'approbation royale le 24 août 1893. Aussi la loi incorporait un autre projet de 1893 accordant une prorogation de délai pour la construction l'extension sud de Clapham.
La construction des deux extensions autorisées a été retardée alors que les fonds avaient été levés et les plans finalisés. Entre 1895 et 1898, trois autres projets ont été soumis au Parlement afin de prolonger les autorisations et d'obtenir les approbations complémentaires :
- 1895 : une prolongation de délai pour les années 1890 et la loi pour permettre un nouveau tunnel d'approche pour la station de King William Street[29], approuvé comme le City and South London Railway Act, 1895 le 14 avril 1895[30],
- 1896 : une extension du délai pour la loi de 1893 et changements sur la construction de la station Bank[31], approuvé comme City and South London Railway Act, 1896 le 14 août 1896[32].
- 1898 : une prolongation du délai de la loi de 1896, des plans pour ajouter des voies d'évitement à l'extension au sud de Clapham Common et les plans la vente de la station de King William Street et de son tunnel d'approche à la toute nouvelle City & Brixton Railway (C&BR)[33], approuvé comme City and South London Railway Act, 1898 le 23 mai 1898[34].

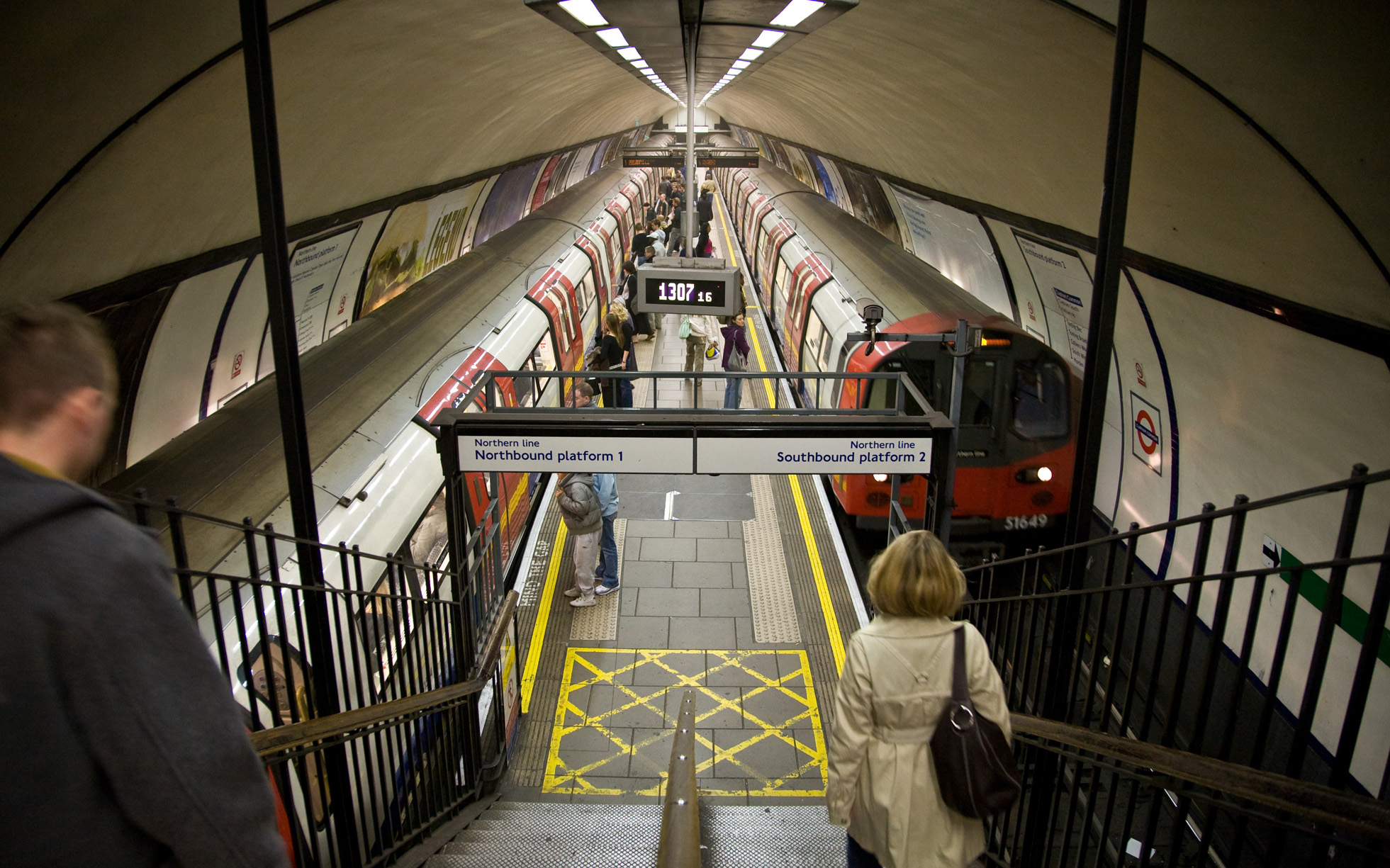
L'étroite plate-forme centrale à Clapham Common avec les voies de chaque côté après agrandissement de 1900.

Les nouveaux tunnels autorisés par la loi de 1895 ont permis de modifier le tracé de la voie à King William Street avec un seul quai central et une voie de chaque côté. Cela a été fait en tant que mesure transitoire en attendant que les fonds pour les extensions soient levés. Les financements ont été finalement obtenus et on a procédé de construction de sorte que la station de King William Street a été fermée et la première section de l'extension nord a ouvert le 25 février 1900, avec les stations London Bridge, Bank, et Moorgate Street.
L'extension sud a ouvert peu de temps après, le 3 juin 1900, avec les stations Clapham Road et Clapham Common.
À l'instar de la station de Stockwell et la station remaniée de King William Street, les stations de Clapham Road et Clapham Common ont été construites avec une seule section de tunnel, dans lequel un quai central est desservi par les voies de chaque côté.
Le travail s'est poursuivi sur le reste du prolongement vers le nord. City and South London Railway Act, 1900, approuvé le 25 mai 1900, a donné l'autorisation d'agrandir le tunnel à la station Angel à un diamètre de 9,2 m,, et le reste de la prolongation a été ouvert le 17 novembre 1901, avec les stations Old Street, City Road (en) (fermée en 1922), et Angel.

## Extension de Euston, 1901-1907

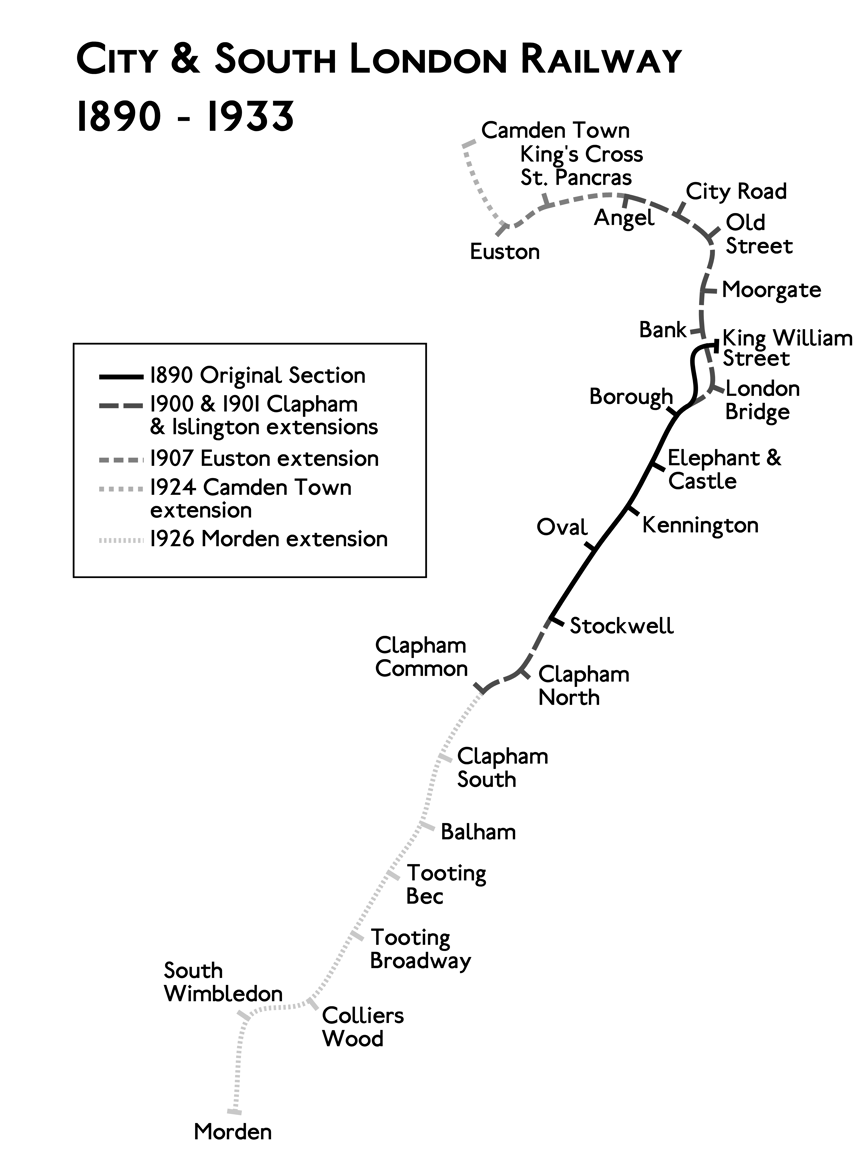
Plan de la ligne City & South London

Malgré les innovations techniques de la voie ferrée et la grande demande des passagers, C&SLR n'est pas particulièrement rentable et rapidement la série d'extensions entreprises par la société visant à améliorer ses bénéfices a mis une pression sur les finances. Les dividendes ont été faibles et déclinent (2,25 % en 1898, 1,87 % en 1899 et de 1 % en 1900) et la compagnie a été accusée d'extravagance à l'abandon de la station de King William Street. Dans une tentative de contourner cette mauvaise réputation et de rendre plus facile à collecter des fonds, le prochain projet de loi pour une extension de la ligne a été présenté en novembre 1900 par une société distincte, la Islington and Euston Railway (I&ER), mais qui partage son président avec la C&SLR. Le projet était de joindre à partir de la station Angel, encore inachevée, de la C&SLR, les gares King's Cross, Saint-Pancras et Euston. Le projet de I&ER a coïncidé avec une irruption d'autres projets de métro, encouragés par la réussite de l'ouverture de la Central London Railway (CLR) en 1900 et a été examiné en même temps de ceux-ci par un autre comité parlementaire mixte en 1901. Le projet de loi a été approuvé, mais le temps pris par le comité d'examen signifiait qu'il devait être à nouveau présenté à la session parlementaire de 1902. Dans la session 1902, le projet de loi a été examiné à nouveau, mais a fait l'objet de l'opposition d’une autre compagnie, la Metropolitan Railway (en) (MR), qui a considéré que le projet d'extension constituait une menace pour son service entre King's Cross et Moorgate. Aussi la I&ER a présenté une pétition pour permettre à la C&SLR de prendre en charge l’énergie de la ligne, si elle était approuvée.
La commission est revenue sur sa décision antérieure et a rejeté le projet.
En novembre 1902, le C&SLR présente un projet, en son nom propre pour l'extension d'Euston. À Euston, le métro aurait une correspondance avec la ligne en projet mais non encore construite de Charing Cross, Euston and Hampstead Railway (en) (CCE&HR) ainsi que l’autorisation d’utiliser l’énergie disponible de la C&BR dans le but d’adapter l’alimentation de la station rénovée de King William Street, qui aurait des correspondances piétonnières souterraines avec la station Bank de la C&SLR et la station Monument de la Metropolitan District Railway (en) (MDR). Une troisième paire de tunnels serait construite sous la Tamise pour se raccorder aux tunnels abandonnés au nord de la station Borough puis la ligne précédemment approuvée de la C&BR serait construite, avec des connexions à la ligne existante de la C&SLR à London Bridge et Oval. Cette fois, le projet a été accepté et a reçu approbation royale en tant que City and South London Railway Act, 1903, le 11 août 1903. Bien que les propositions de la C&BR n'ont jamais été utilisés, l'extension Euston a été construite rapidement et a ouvert le 12 mai 1907, avec les stations
King's Cross St. Pancras et Euston.

## Coopération et de consolidation, 1907-1919
En 1907, les Londoniens ont vu le réseau du métro souterrain s’étendre depuis la ligne de 1890, de la C&SLR, avec ses six stations, à un réseau de sept lignes desservant plus de soixante-dix stations.
Par ordre d’ouverture, les sept lignes ont été :
1. C&SLR (1890),
2. Waterloo & City Railway (1898),
3. Central London Railway (1900),
4. Great Northern & City Railway (1904),
5. Baker Street & Waterloo Railway (1906),
6. Great Northern, Piccadilly & Brompton Railway (1906)
7. Charing Cross, Euston and Hampstead Railway (en) (1907).

Ces sociétés étaient en concurrence dans la course aux passagers, non seulement entre elles et le chemin de fer métropolitain mais aussi avec ainsi que le nouveau tramways électriques et les autobus.
Dans plusieurs cas, les prévisions en nombre de passagers en pré-ouverture se sont révélées trop optimistes. En raison de la diminution des recettes générées par la baisse du nombre de passagers utilisant les lignes, il a été difficile pour les opérateurs à rembourser le capital emprunté et payer des dividendes aux actionnaires,.
Dans un effort pour améliorer leurs situations, la plupart des compagnies de métros de Londres, le C&SLR, le CLR, la Great Northern & City Railway et la Underground Electric Railways Company of London Limited (UERL, qui exploitait la Baker Street & Waterloo Railway (BS&WR), la Great Northern, Piccadilly & Brompton Railway (GNP&BR), la CCE&HR et la MDR) ont commencé, à partir de 1907, d'appliquer des accords tariffaires. En 1908, elles ont commencé à se présenter par le biais de l'image de marque comme l'Underground. Le Waterloo & City Railway, géré par la London and South Western Railway (en), a été le seul opérateur à ne pas participer à l’accord.
En 1912, la C&SLR a présenté un autre projet pour examen parlementaire visant à augmenter sa capacité par l'élargissement de ses tunnels au diamètre, plus large, utilisé pour les tunnels récemment construit. L'élargissement des tunnels permettrait l'utilisation d'un matériel roulant plus grand, plus moderne, ce qui faisait également partie du projet.
Un projet distinct a été publié au même moment par l'London Electric Railway (LER, une société constituée par la UERL en 1910 par le biais d'une fusion de la BS & WR, BR & PNB et le CCE & RH), qui comprenait des plans pour la construction de tunnels pour relier la station Euston de la C&SLR à la station de la CCE&HR Camden Town. Mises ensemble, les œuvres proposées dans ces projets permettrait aux trains de CCE&HR d'emprunter les voies de la C&SLR et vice-versa, combinant les deux lignes de manière efficace.
Le 1er janvier 1913, la LER a acheté la C&SLR, en échangeant deux de ses propres actions contre trois de la C&SLR - une réduction qui reflète mal la situation financière de l'ancienne société. Les deux projets de loi, le City and South London Railway Act, 1913 et le London Electric Railway Act, 1913, ont été promulgués le 15 août 1913.
Le projet d'extension et l'élargissement du tunnel de travaux ont été retardés par la Première Guerre mondiale et ce n'est qu'après la guerre que les travaux ont pu commencer.

## Reconstruction, les connexions et la vulgarisation, 1919-1926
En février 1919, avec la guerre, la C&SLR a présenté un nouveau projet comportant des dispositions pour une prolongation de délai pour les travaux d'élargissement des tunnels approuvés dans la loi de 1913. Ratifié le 19 août 1919 : City and South London Railway Act, 1919. En 1920, en vertu de dispositions spéciales en temps de guerre, la LER a bénéficié d'une prolongation de délai pour mener à bien les travaux de son propre acte de 1913. Cependant, bien que les autorisations de réalisation des travaux ait été renouvelées, les entreprises du métro ne sont pas en mesure de lever les fonds nécessaires pour financer les travaux. Les coûts de construction avaient considérablement augmenté pendant les années de guerre et les rendements produits par les entreprises ne pouvaient pas couvrir les échéances du capital emprunté.
Les projets ont été rendus possibles lorsque le gouvernement a présenté le Trade Facilities Act, 1921 par lequel le Trésor souscrit des prêts pour les travaux publics comme moyen d'atténuer le chômage. Grâce à ce soutien, les sociétés du métro ont été en mesure d'obtenir les fonds et les travaux ont commencé sur l'élargissement des tunnels de la C&SLR.
Les tunnels ont été élargis par la suppression de plusieurs segments de chaque anneau de fonte du tunnel, des travaux d'excavation créent un vide nécessaire au nouveau diamètre puis on réinstalle les segments avec des cales d'assemblage. La partie nord de la C&SLR entre Euston et Moorgate a été fermée à partir du 8 août 1922, mais le reste de la ligne est restée ouverte, les travaux d'élargissement ayant lieu la nuit. Un effondrement, le 27 novembre 1923 se produit lorsque le train a heurté les étayages temporaires sur les lieux des travaux, le tunnel s'est rempli de terre. La ligne a été brièvement exploitée en deux parties, mais a été complètement fermée le 28 novembre 1923.
La section d'Euston à Moorgate a rouvert le 20 avril 1924, ainsi que les nouveaux tunnels reliant Euston à Camden Town. Le reste de la ligne jusqu'à Clapham Common fut rouverte le 1er décembre 1924. En même temps que l'élargissement des tunnels, les stations ont été modernisées, avec des quais rallongés, un nouveau type de carrelage dans la station et les couloirs et de nouvelles façades des bâtiments de surface. Certaines stations ont également été équipées d'escalators à la place des ascenseurs d'origine.
Alors que les travaux de reconstruction sont en cours, la C&SLR présente un projet en 1922 qui concerne des propositions pour étendre la ligne sud de Clapham Common via Balham et Tooting jusqu'à Morden par tunnel. Au-delà de Morden, la ligne devait continuer en surface vers Sutton partageant une partie de l'itinéraire d'un chemin de fer prévu et non encore construit entre Wimbledon et Sutton (Wimbledon and Sutton Railway (en)).
L'autorisation fut actée le 2 août 1923 par le City and South London Railway Act, 1923. Des négociations en parallèle avec la Southern Railway sur les propositions réduisirent l'extension vers Morden où un nouveau grand dépôt a également été construit. L'extension de Morden a été ouverte le 13 septembre 1926, avec les stations conçues par Charles Holden :
- Clapham South
- Balham (ouverte le 6 décembre 1926)[19]
- Trinity Road (Tooting Bec)
- Tooting Broadway
- Colliers Wood
- South Wimbledon
- Morden

Aussi, le 13 septembre 1926, un nouveau lien entre la CCE&HR et la C&SLR a été ouvert lorsque les tunnels ont été mis en service à partir de la Charing Cross (maintenant Embankment) de la CCE&HR à la station Kennington reconstruite avec quatre quais. Une gare intermédiaire a également été construite : Waterloo.

## Passage par le service public, 1924-1933
En dépit de la modernization de la C&SLR et d'autres améliorations apportées à d'autres parties du réseau, avaient encore du mal à générer des profits. Au cours de la Première Guerre mondiale, la BS&WR a été étendue à partir de Paddington à Watford Junction. Après la guerre, l'extension de la CLR de Wood Lane (en) à Ealing Broadway (1920) et la CCE&HR à partir de Golders Green à Edgware (1923/1924) ont été ouvertes.
L'Underground Group propriétaire de la très rentable London General Omnibus Company (LGOC) depuis 1912 a permis au Groupe, à travers la mise en commun des recettes, d'utiliser les bénéfices de la compagnie d'autobus pour subventionner les lignes de métro moins rentables. En ayant un quasi-monopole des services de bus, la LGOC a été en mesure de faire de gros bénéfices et verser des dividendes de loin plus élevé que le métro n'ait jamais eu.
En 1911, l'année avant d'être sous la coupe de l'Underground Group, les dividendes ont été de 18 pour cent. Toutefois, la concurrence de nombreuses petites compagnies de bus au cours des premières années des années 1920 l'érosion de la rentabilité de l'LGOC et a eu un impact négatif sur la rentabilité de l'ensemble du Groupe.
Dans un effort visant à protéger les revenus du groupe, son président-directeur général, Albert Stanley, exerça du lobbying sur le gouvernement pour une réglementation des services de transport dans la région de Londres.
Au cours des années 1920, une série d'initiatives législatives ont eu lieu dans ce sens, avec Ashfield et le parti travailliste le London County Councillor (plus tard MP) Herbert Morrison, à l'avant-garde des débats sur le niveau de la réglementation et le contrôle public en vertu de laquelle les services de transport devraient être portées. Ashfield penchait pour une règlementation visant à donner au Group une protection contre la concurrence et lui permettre de prendre un contrôle significatif des tram de la LCC ; Morrison préféra une totale propriété publique. Finalement, après plusieurs années de faux départs, un projet de loi fut annoncé fin 1930 pour la formation de la London Passenger Transport Board (en), une société publique qui prendrait le contrôle de l'Underground Group, le Metropolitan Railway ainsi que tous les autobus et les tramways, dans une zone désignée comme la London Transport Passenger Area (en).
Le Conseil est un compromis - propriété publique, mais pas nationalisation totale- et est entré en vigueur le 1er juillet 1933. À cette date, le C&SLR et les autres entreprises du métro ont été liquidées.

## Héritage
La C&SLR, pionnière dans les techniques de tunneling profond et de traction électrique, a donné le sens du déploiement du métro de Londres. La C&SLR a montré qu'un métro pouvait être construit sans avoir à acheter de grandes et coûteuses bandes de terrain pour les tranchées des tunnels et l'exploitation du matérien roulant à vapeur. Au lieu de cela, il est devenu possible de construire un tunnel à grand niveau de profondeur sans pour autant affecter la surface.
La C&SLR a ainsi encouragé la construction d'un réseau de métro à Londres, bien plus vaste qu'il n'eut été sans cela. La taille et la profondeur des tunnels utilisés sur les lignes du métro souterrain présentent des inconvénients, la taille des voitures est limitée et les lignes souffrent de la chaleur en été.
Au cours de Seconde Guerre mondiale, les tunnels désaffectés entre Borough et King William Street ont été modifiés pour être utilisés comme abri anti-aérien, avec des entrées situées à King William Street et sur six sites au sud de la Tamise (sur les neuf prévues),.
Dans les années 1960, les tunnels désaffectés ont été utilisées pour améliorer la ventilation de la station London Bridge et de toutes les entrées de la ligne no 9 de London Bridge Street ont été remplies de béton. Il n'est maintenant possible d'accéder aux tunnels que de Three Castles House. La plupart des six premières stations de la C&SLR ont été reconstruites ou modifiées au cours des améliorations apportées à la ligne dans les années 1920 ou au cours des modernisations ultérieures. Seul le bâtiment à Kennington conserve son extérieur d'origine et la coupole sur la cage d'ascenseur, une caractéristique de toutes les stations d'alors.

## Préservation du matériel roulant
Plusieurs des premiers véhicules de la C&SLR sont conservés :
- Locomotive
  - no 13 (musée du transport de Londres, Covent Garden)
- Voitures
  - no 30 (musée du transport de Londres, Covent Garden)
  - no 135 (Coventry, en attente de restauration)
  - no 163 (Coventry, en attente de restauration)
- Voiture : utilisés pour la reconstruction
  - no 63 (musée du transport de Londres, Acton Depot)